# Павло (апостол)
Апо́стол Павло́ (Савло, Саул, івр. שאול (Шауль), івр. שאול התרסי Šaʾul HaTarsi (Шауль з Тарсу); дав.-гр. Σαούλ (Saul), Σαῦλος (Saulos) та Παῦλος (Paulos); лат. Paulus чи Paullus; нар. на початку 1 ст. — † між 63 і 67 роками) — найвизначніший християнський місіонер, «апостол народів» та один з перших богословів християнства; не входить ні в число перших 12 апостолів, ні до наступних 70 апостолів. Разом з апостолом Петром називається «першоверховним» апостолом. Основними джерелами інформації про життя Павла є новозавітна книга Діяння святих апостолів, та частково Послань самого апостола Павла.

## Життя

### Походження
Походив з єврейської глибокорелігійної родини, мав перше ім'я Савло, належав до племені Веніяминового, найменшого з 12 племен ізраїлевих і був очевидно названий на честь легендарного героя веніяминян — царя Саула. Павло народився в місті Тарсі (Кілікія) у Малій Азії, яке тоді славилося своєю грецькою академією і освіченістю своїх мешканців. Він успадкував від свого батька римське громадянство (Дії 16:37, Дії 22:28), про що нагадує друге, латинське ім'я Тарсянина — Paulus чи Paullus (малий), Павло, яке він часто вживає у своїх посланнях. Євангеліст Лука у Діях Апостолів називає його Савлом (Дії 7:58, Дії 8:1), а другим ім'ям Павло лише побіжно у Дії 13:9. Савло, отже, не змінив свого імені через навернення на Павла, а лише мав цих два імені Савло/Павло і вживав їх без видимого наголосу чи переваги. Він пишався тим, що не став елліністом, і сказав про себе «я, обрізаний восьмого дня, з роду Ізраїля, з племени Веніяминового, єврей із євреїв, фарисей за Законом.» (Фил. 3:4-5), зберіг батьківську мову і традиції предків.

### Освіта у Єрусалимі
Подальшу освіту здобув в Єрусалимі у школі відомого рабина Гамалиїла.  Незважаючи на приналежність до партії фарисеїв, був людиною вільнодумною і знавцем грецької мудрості. За єврейським звичаєм, молодий Савло вивчив ремесло з виготовлення наметів, яке потім допомагало йому заробляти на прожиток власною працею (Дії 18:3). Можливо, це є непрямим свідченням того, що Павло збирався стати рабином: за навчання Торі не можна було брати гроші, тому всі рабини заробляли собі на життя тим чи іншим ремеслом. У посланнях Павло не раз згадує, що не був тягарем для громади, оскільки годував себе сам (1 Кор. 9:13-15). Чи був Павло неодруженим чи вдівцем, у Новому Завіті не сказано однозначно, однак він сам каже  «Говорю ж неодруженим і вдовам: добре їм, як вони позостануться так, як і я» (1 Кор. 7:8). Павло, пройшовши курс Закону і коментарів до нього, був, напевно, свідком перших промов первомученика Стефана, які його дуже образили. На зібранні старійшин Павло «подає голос» заодно із садукейською партією стривожений підривом авторитету Єрусалимського Храму. Стає з переконання ревним гонителем ранніх християн і фактично очолює їхнє переслідування. Багатьох назарян кинуто за ґрати; в очікуванні процесу їх змушують зректися імені Ісусового (Дії 26:10). Павло почув, що єресі перекинулися далі й одним з центрів став Дамаск. Він іде до первосвященника Каяфи з проханням дати йому повноваження: розшукати сектантів і з охороною привести в Єрусалим. Первосвященник охоче дає Павлові листи до провідників дамаських синагог.

### Навернення Савла на шляху у Дамаск
Але під час своєї подорожі до Дамаску (з метою переслідування християн) Павло мав видіння Христа, після чого став невтомним апостолом християнства. Опівдні в дорозі його й супутників несподівано осяяло світло з неба. Він упав на землю і почув небесний голос: «Савле, Савле, чому ти мене переслідуєш?». На що Савло сказав: «Хто ти, Господи?». Й почув відповідь: «Я Ісус, що його ти переслідуєш. Встань же та йди в місто і тобі скажуть, що маєш робити» (Дії 9:3-9). Здивованого й осліпленого Савла привели в Дамаск, де після зустрічі з учнем Христа Ананієм він прозрів, а той сказав: «Бог отців наших вибрав тебе, щоб ти волю його зрозумів і щоб бачив ти Праведника, і почув голос із уст Його. Бо будеш ти свідком Йому перед усіма людьми…» (Дії 9:10)

Найвідоміший епізод біографії Савла (шлях в Дамаск), що став натхненням для багатьох шедеврів (Навернення Савла Караваджо, Мікеланджело тощо).

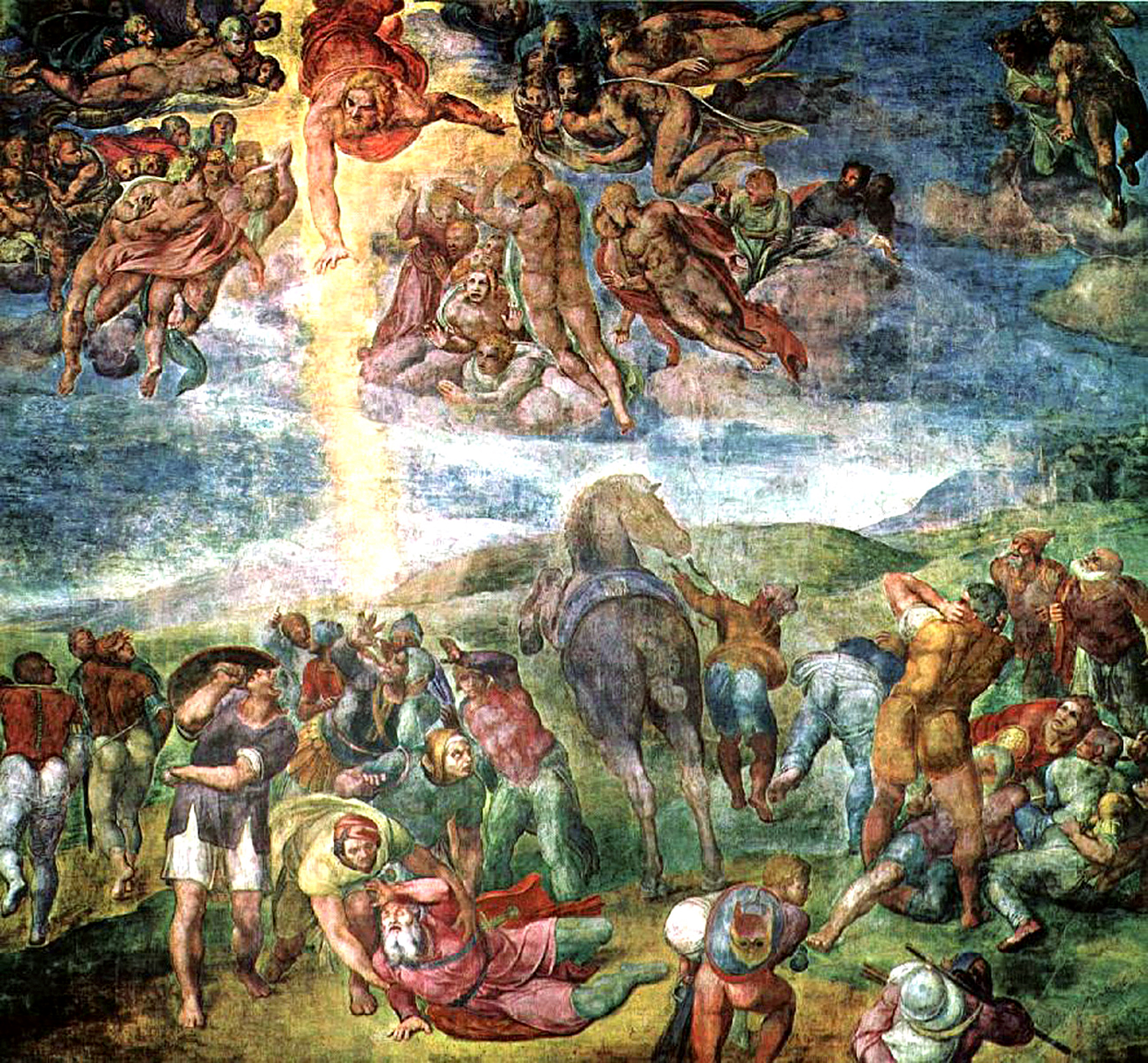
Michelangelo
Caravaggio (c. 1600-1)
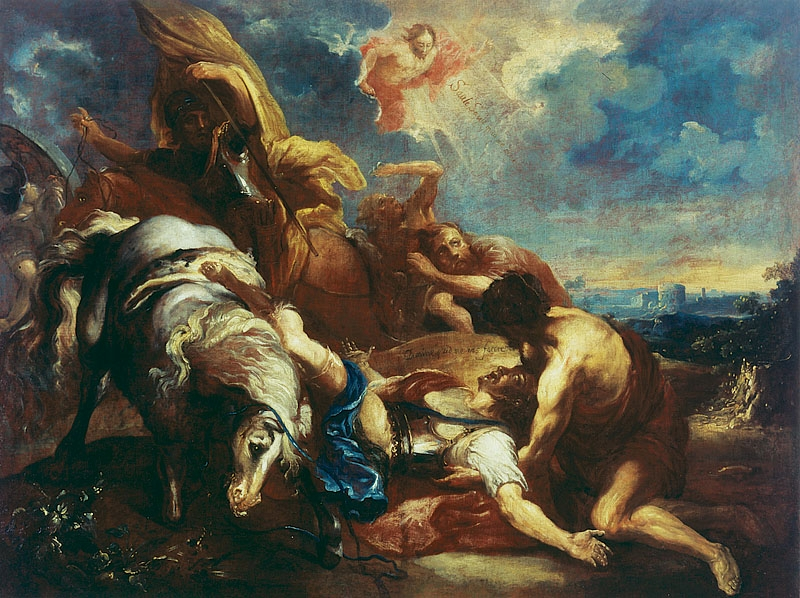
Willmann
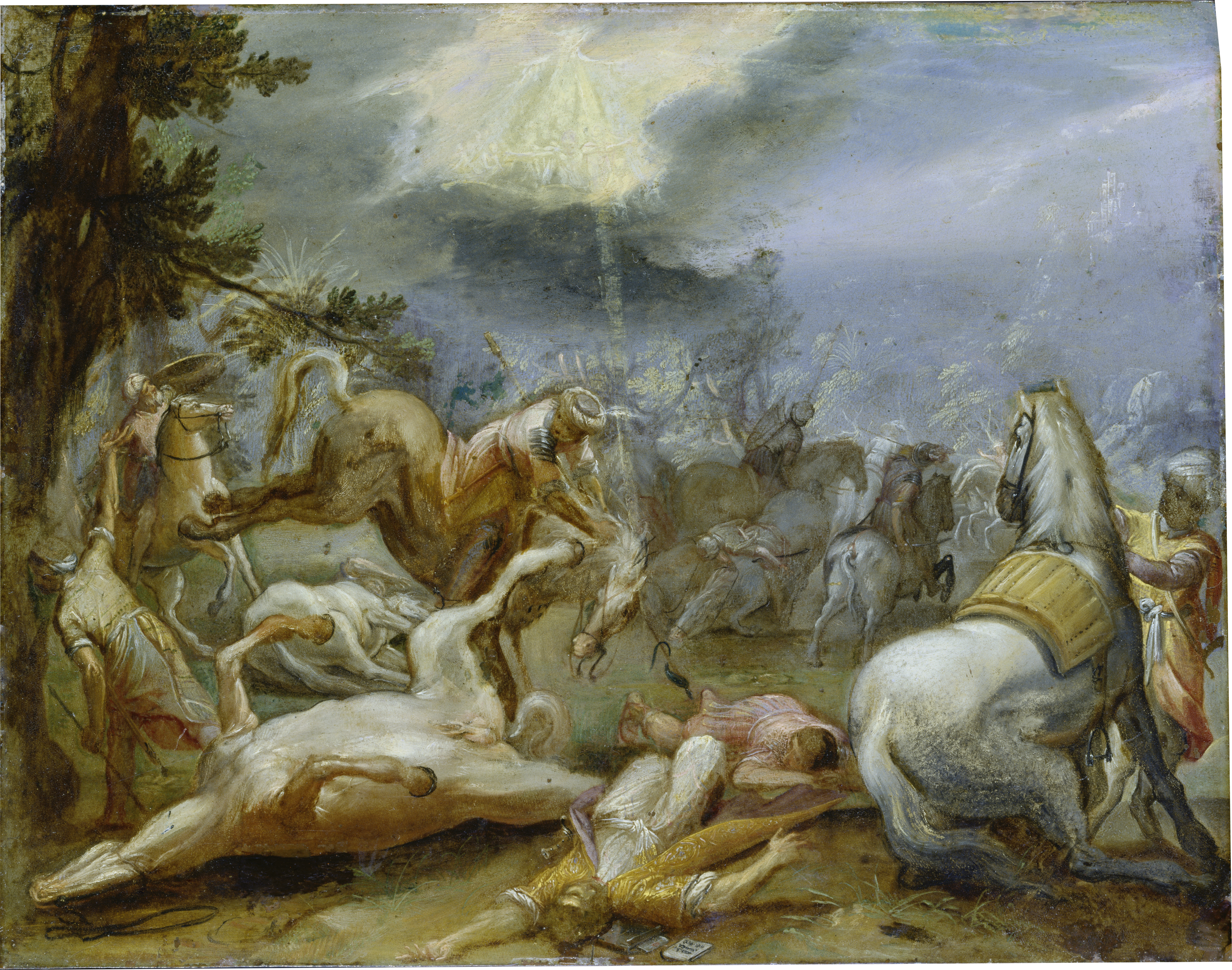
Адам Ельсгаймер
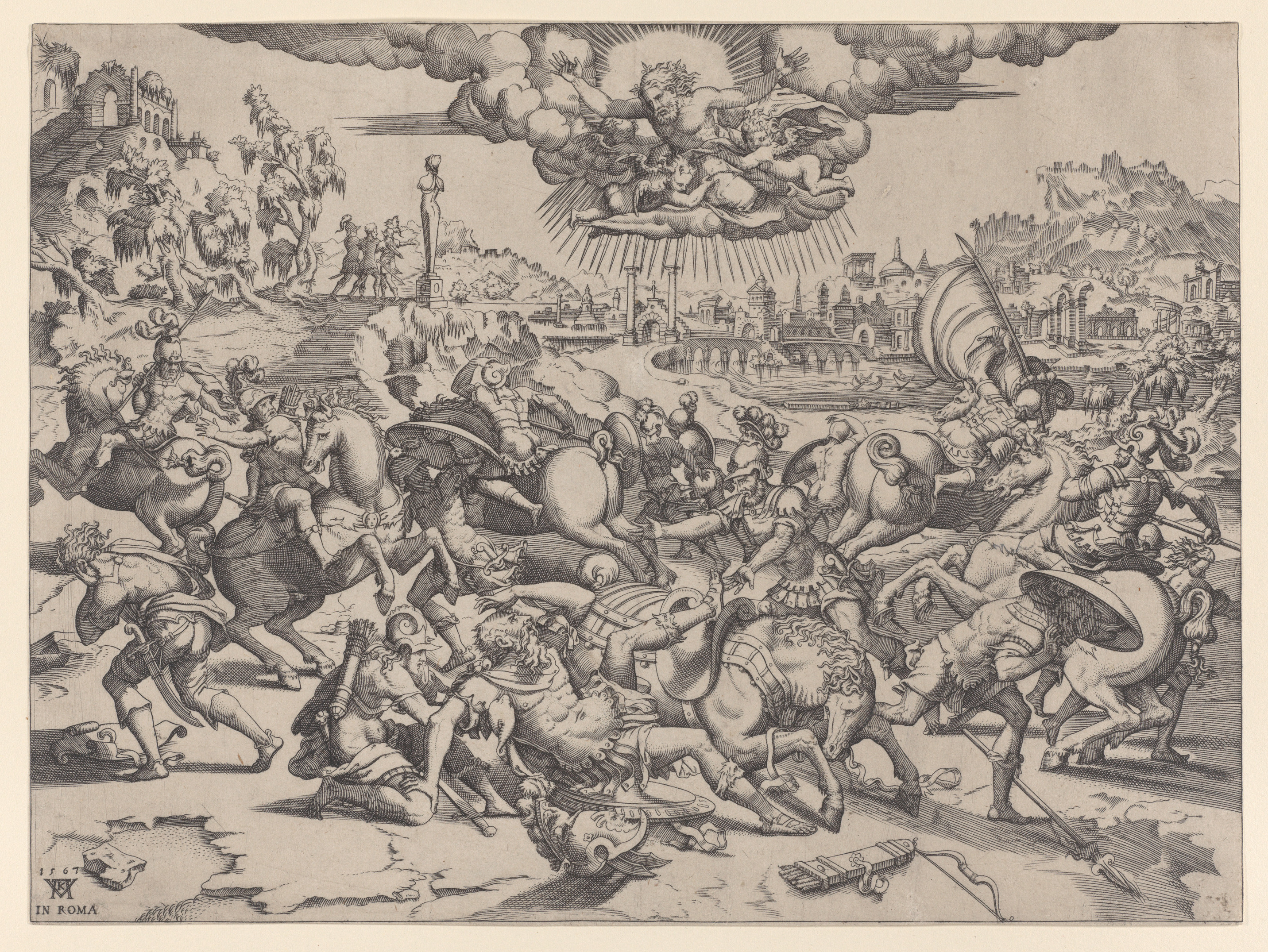
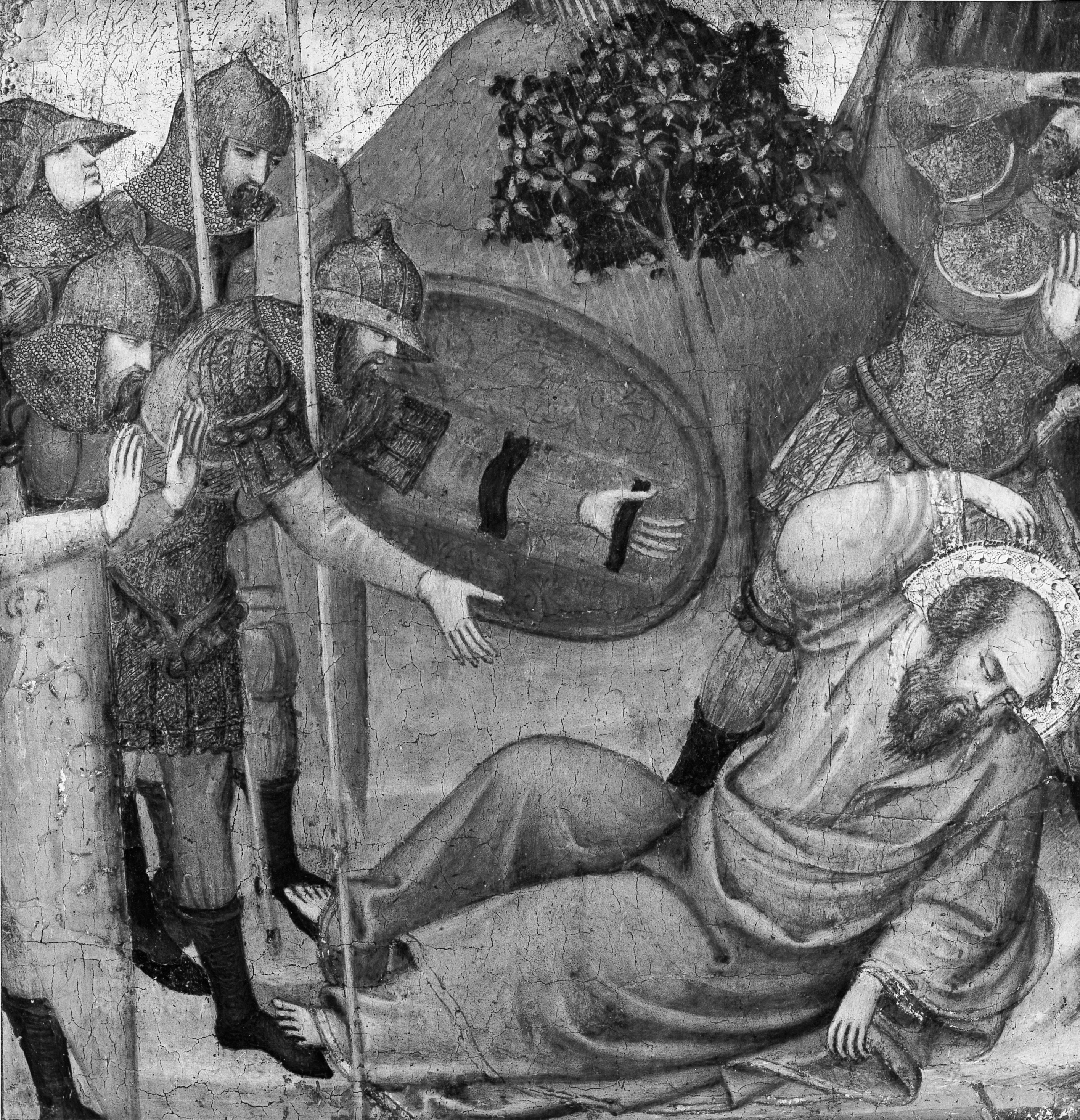
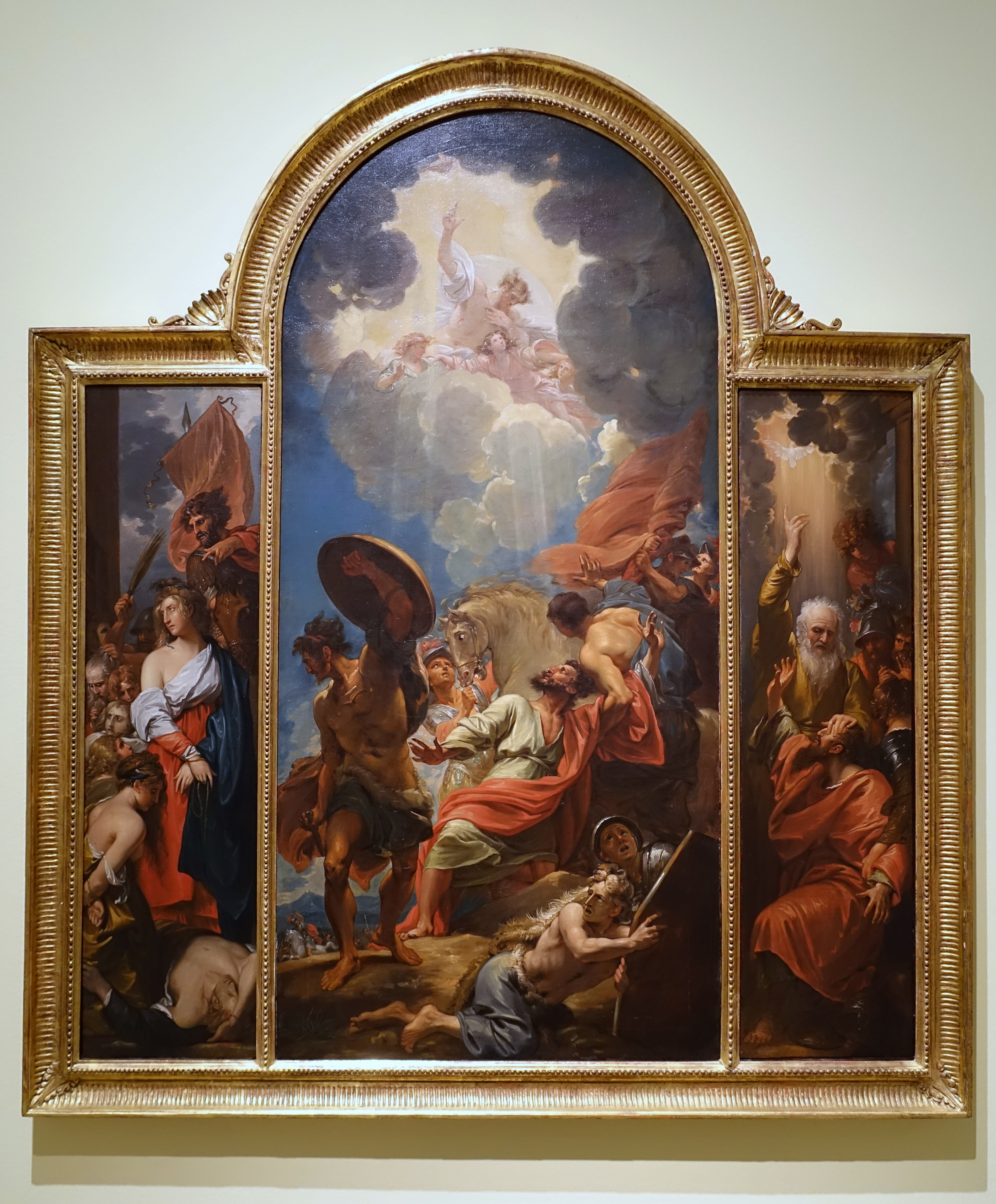
1786 Benjamin West
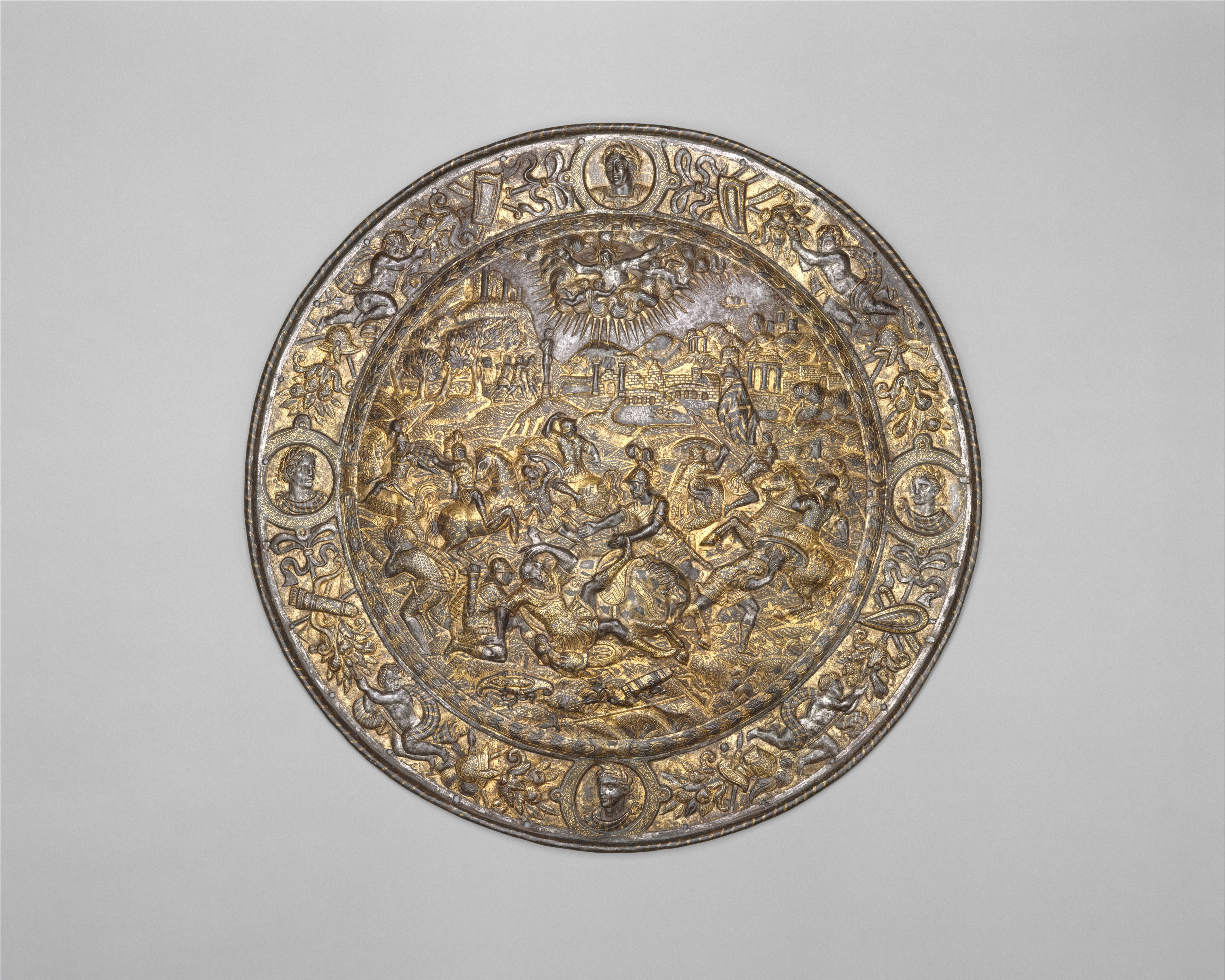
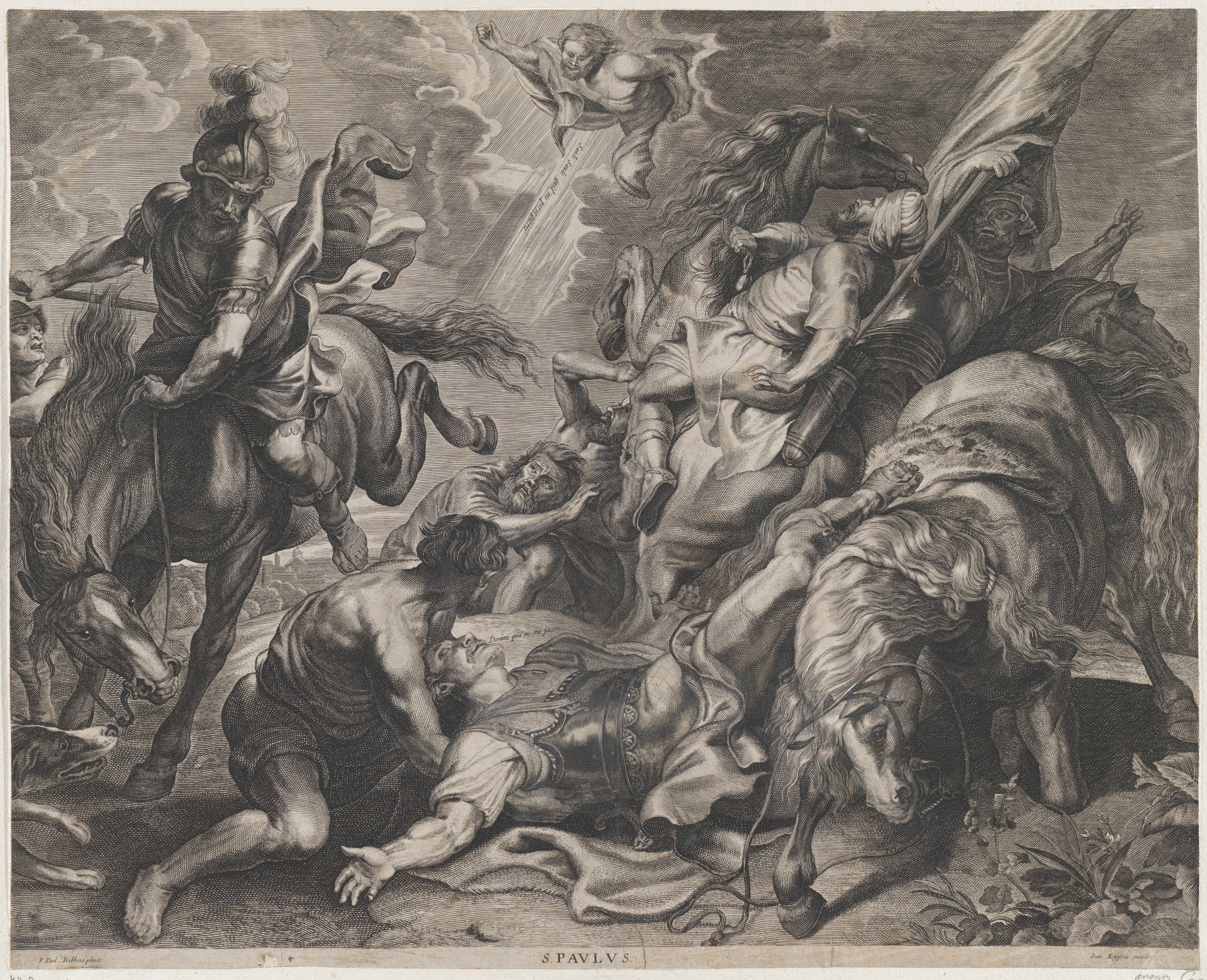

### Проповідницька діяльність

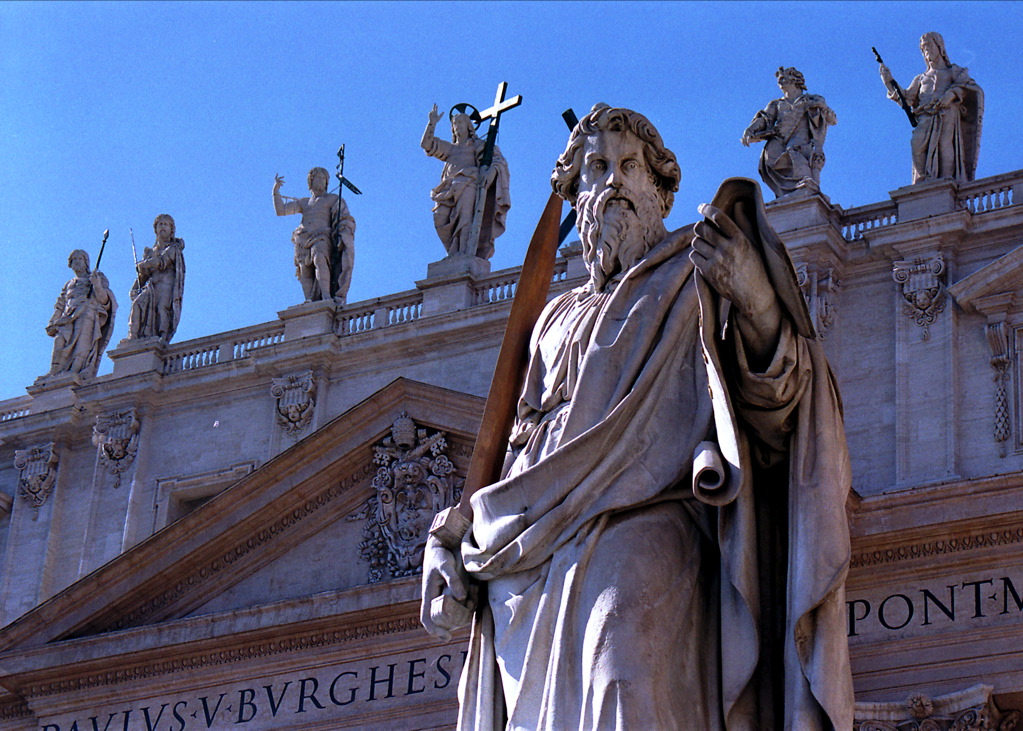
Собор Святого Петра (Ватикан)

Павло в Посланні до Галатів повідомляє, що він після Дамаска не пішов в Єрусалим, але вирушив проповідувати до Аравії, а тоді повернувся до Дамаска, де його намагався заарештувати намісник набатейського царя Арети IV (Гал. 1:17, 2 Кор. 11:32). Відомо, що імператор Калігула поступився Ареті IV Дамаском близько 37 року, а в 40 Арета помер. Отже, тільки у ці три роки могла мати місце спроба заарештувати апостола. Після навернення Павла у християнство й сповнення Святим Духом інші Апостоли з недовірою поставилися до нього і спілкувалися через посередника — Апостола Варнаву, з яким Павло згодом здійснював апостольські труди в Антіохії, Македонії, Афінах, Солуні, Коринфі та Ефесі. І лише через три роки він наважився зустрітися з апостолом Петром (Гал. 1:17-18). Заручившись підтримкою апостола Петра, Павло зупиняється в Антіохії, де його сподвижниками стають Варнава і Марко (Дії 12:24).
Потім Павло ще 14 років займається проповідницьким служінням в Сирії та Кілікії, де він викликає нарікання з боку юдеїв-християн (фарисейської єресі) за заперечення необхідності обрізання. Суперечки між прихильниками Павла і його противниками вимагають скликання Апостольського собору (Дії 15:1-6). На апостольському соборі у 48-49 р. висловив рішуче переконання, що для навернення язичників у християнство вирішальною є віра в Христа, а не приналежність до юдейської релігії. Ефесяни спалюють чаклунські книги після проповіді апостола Павла.

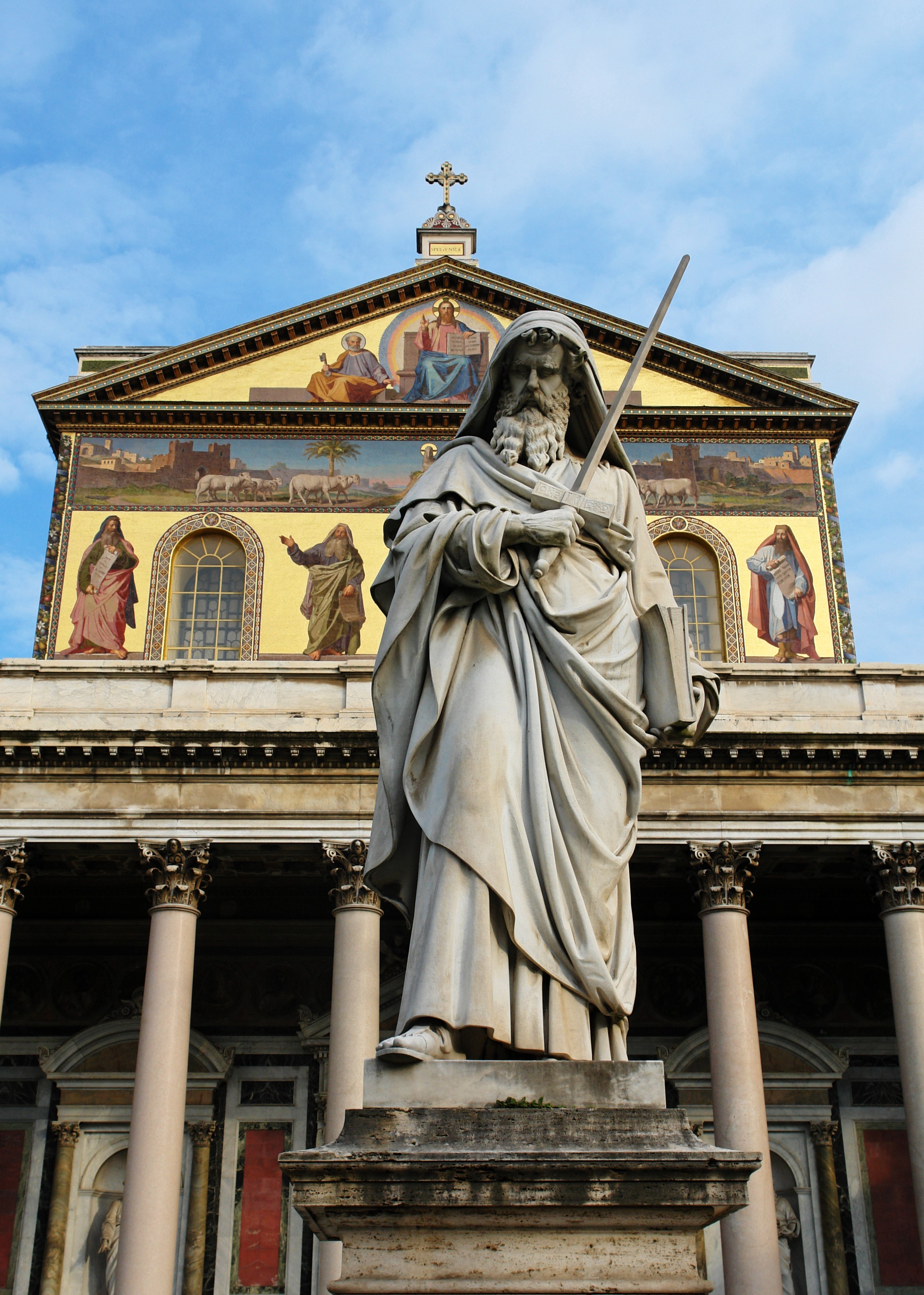
Базиліка Святого Павла за мурами

Коли в Антіохію прибуває Петро, то у нього з Павлом починаються дебати (Гал. 2:11-14). Згодом Павло поширює свою проповідь на Європу, проповідуючи на Балканах (Філіппи, Фессалоніки, Афіни, Коринф) і в Італії. Одним з найбільш значущих його послань є Послання до римлян, написане у 58 році в Коринфі і адресований християнській громаді Риму.
Апостол Павло став ревним проповідником Євангелія в Палестині, Греції, Малій Азії, Італії та інших регіонах античного світу. Згідно з книгою Діянь апостолів, під час святкування суботнього дня в Троаді апостол Павло воскресив юнака на ім'я Євтихій, який сидів на вікні і, заснувши, упав вниз з третього поверху. Проповідуючи слово Боже, Апостол Павло зцілював важко хворих, але зазнав переслідувань та нападів. Кілька разів він був чудесним чином врятований Господом (після побиття камінням та потоплення корабля).
В наступні роки проповідував у Малій Азії, Македонії, Греції, всюди засновуючи християнські громади. Наприкінці 50-х років у Єрусалимі був заарештований. Після дворічного ув'язнення в Кесарії Агріппа відправив Павла до Рима на суд кесаря, де знайшов мученицьку смерть — апостола засудили на смерть і стратили усікновенням голови (через рік після смерті Апостола Петра) в Римі за правління імператора  Нерона у 64 році (за іншою версією — у 67-68 р.). На місці його поховання учні залишили пам'ятний знак, який дозволив імператору Костянтину розшукати це місце і побудувати там церкву Сан Паоло Фуорі ле Мура.  Про це пише і папа Климент I у своєму першому листі, що апостоли Павло та Петро померли смертю мучеників.
Християни відзначають день пам'ять апостолів Петра і Павла — 29 червня.

## Датування подорожей апостола

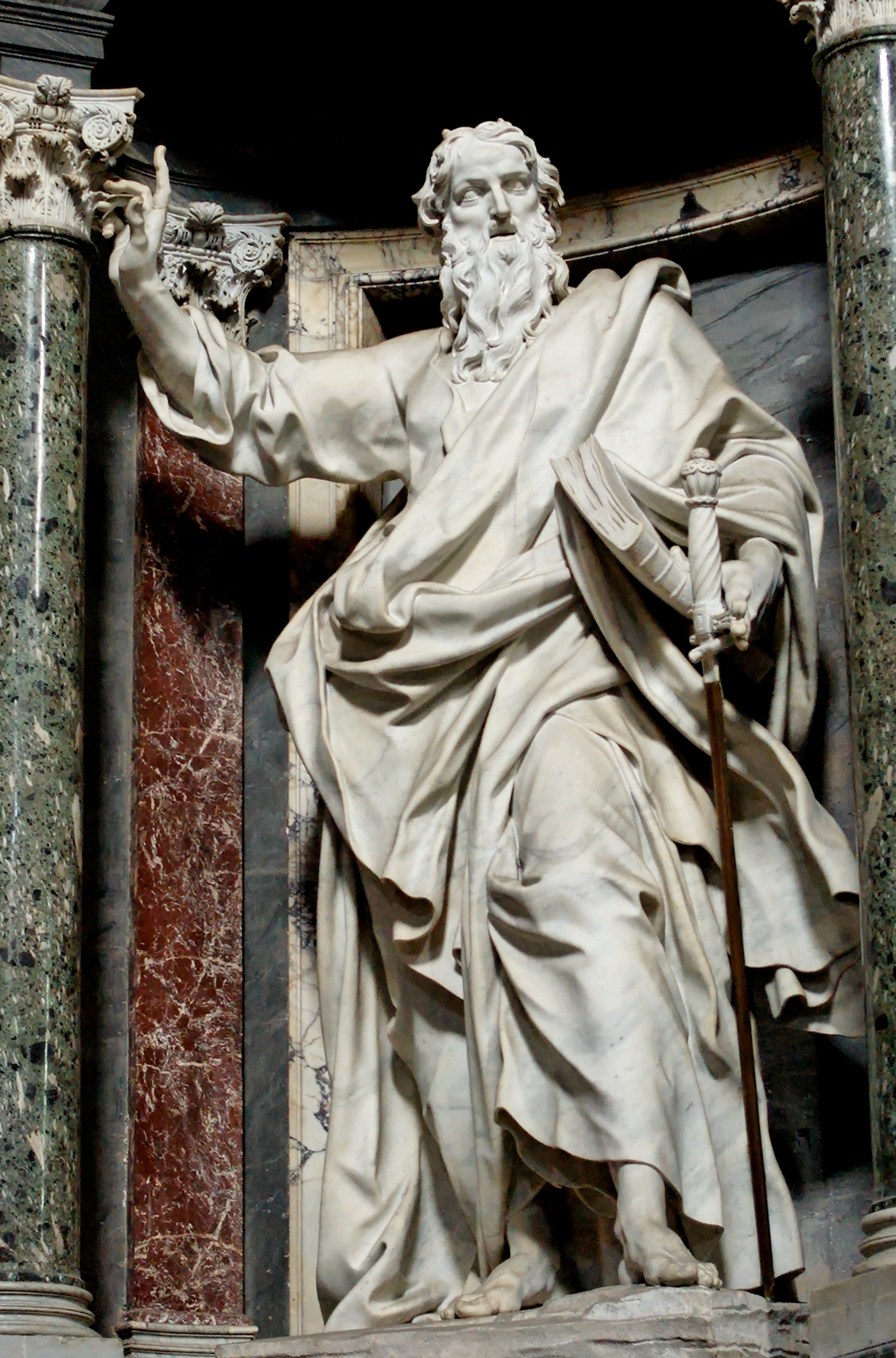
Павло в Соборі св. Івана Хрестителя на Латеранському пагорбі (Рим), скульптор П'єр-Етьєн Монно

Головними джерелами відомостей про життя і проповіді Павла є книги Нового Заповіту: Дії Апостолів і Послання Павла. Автентичні послання є первинними джерелами, що містять свідчення від першої особи і авторство Павла у семи з них визнане беззаперечним. Це послання: Послання до римлян, 1 Кор, 2 Кор, Гал. , Послання до филип'ян, 1 Сол., Филим. Діяння Апостолів, що датуються багатьма дослідниками 70-ми чи першою половиною 80-х років, написані вже після смерті Павла і є джерелом, що містить відомості з других рук. Можливі винятки — так звані «ми-уривки» Дії 16:10 , Дії 16:17, Дії 20:5 та деякі ін. — усі ці уривки відносяться до морських подорожей Павла), в яких автор раптово починає розповідь від першої особи. Не виключено, що цим він підкреслює, що був свідком описуваних подій; існує навіть припущення, що це уривки з щоденника, який  Лука або хтось інший вів під час подорожі. Достовірність свідчень книги Діянь істотно підвищується, якщо вони знаходять хоча б непряме підтвердження в Посланнях або інших джерелах (включаючи згадку тих чи інших реалій у античних авторів, археологічні знахідки та ін.). Послання Павла — основне джерело відомостей про його віру, вчення і світогляд. Вихідним пунктом місіонерських подорожей апостола Павла є вказівка у Діях апостолів — Дії 18:12-17 «А коли Галліон був в Ахаї проконсулом, то проти Павла однодушно повстали юдеї, і на суд привели його». По закінченні його перебування у Коринфі привели Павла до римського намісника Луція Аннея Галіона. За надписом, знайденим у Дельфах, Галіон займав цей пост з початку літа 51 до наступного початку літа 53 року. Дії Апостолів (Дії 18:2) також згадують едикт імператора Клавдія, за яким наказано юдеям покинути Рим. Цей едикт датовано 49 роком. Отже апостол Павло був у Коринфі у 50/51 роках тривалістю близько 1,5 року. Від цієї дати і проходить хронологія діяльності апостола. Апостол Павло розпочинає свою місіонерську діяльність у 32/33 роках. У 46 році він відвідує Єрусалим, можливо, щоби віддати збір пожертв Дії 11:30). Такі пожертви часто збиралися у Палестині в голодні часи. Це також описує у своїх історичних творах Йосип Флавій. Такі пожертви характерні для неврожайної середини 40 років. У 45/46 роках Павло разом з Варнавою проходить через Кіпр та Малу Азію, відвідує Афіни (Дії 17:1, 1 Сол. 3:1-5) та засновує перші християнські громади у Солуні та Филипах (1 Сол. 2:2, Дії 16:1). У 48 році він покидає Антіохію (Дії 15:40). Цей час Павло описує у своєму Посланні до галатів. Через три роки він відвідує Єрусалим і там зустрічає апостола Петра та брата Ісуса — Якова (Дії 9:25-30, Гал. 1:17-18). Після цього слідують місіонерські подорожі у Сирію та Кілікію, Тарс та Антіохію. Через чотирнадцять років після свого навернення він 
удруге  відвідує Єрусалим. (Гал. 2:1-10). З Коринфу Павло слідує через Антіохію до Ефесу, де він і залишається з 52 по 56 роки. У 55/56 проходить Македонію і вдруге відвідує Коринф, де залишається на зиму. Наприкінці 56 — на початку 57 року повертається до Єрусалиму, де був ув'язнений римським намісником Марком Антонієм Феліксом, та утримується два роки в ув'язнені в Кесарії (Дії 23:33). У 59 році на посаду намісника вступає Порцій Фест та відправляє Павла у Рим.
Залишається дискусійним питання про те, коли відбувся Єрусалимський Собор. За Гал. 2:1-10, він відбувся під час другого відвідання Єрусалиму апостолом Павлом, а за Дії 15:1-23 — під час третього . Однак в основному дослідники вважають, що зібрання апостолів відбулося після смерті Ірода Антипи тобто у 46-48 роках.

## Місіонерськіподорожі апостола

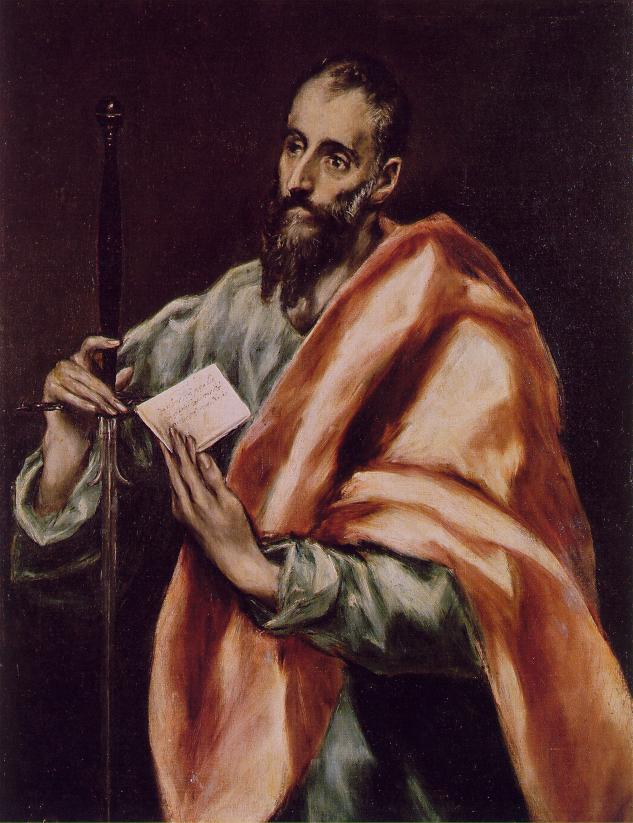
Святий Павло, картина Ель Греко

Апостол Павло будучи свідомим свого покликання як апостола народів, проповідує Євангелія серед інших народів які не належали до юдеїв. За часи своєї місіонерської діяльності він проводить три подорожі у визначні на той час античні міста. Серед них Коринф, Філіппи, Ефес. У подорожах його супроводжують його співробітники — Варнава, Тит, Тимофій, Сила, Ераст. Всі подорожі крім проповідування Євангелія мають також на меті створення християнських громад. По мірі становлення самостійності громад, апостол переходить у інше місто. Апостол Павло не перериває зв'язку із цими громадами та підтримує їх своїми посланнями та листуванням у якому допомагає у розв'язанні проблем становлення та існування перших християнських громад.

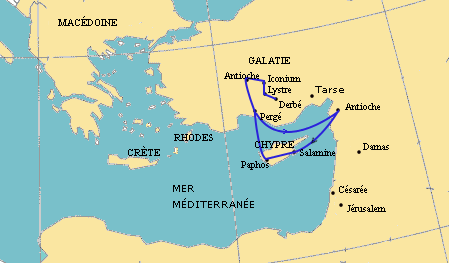
Схема першої подорожі

### Перша подорож (45— 49 роки)
Першу місіонерську подорож апостол Павло провів у товаристві сподвижників Варнави та його двоюрідного брата Марка. Вони відвідують Кіпр, Памфілію та проповідують у Антіохії в Пісідії. Павло і Варнава шукають також юдейські громади для проповідування у синагогах, часто не добре прийняті громадами. Повертаються вони назад суходолом, не заходячи у Кіпр, а прямо з Перге у Антіохію.

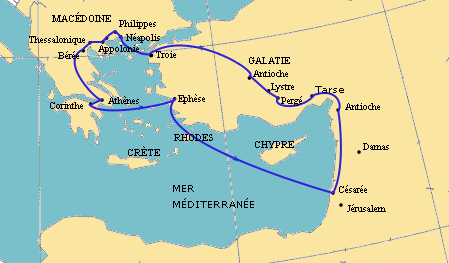
Схема другої місіонерської подорожі

### Друга подорож (50— 52 роки)
Друга подорож апостола відбулася у супроводі Сили. На першому етапі подорожі метою було відвідування християнських громад заснованих під час першої місіонерської подорожі у Кілікії та Пісідії. У Лістрі вони зустрічають Тимофія, який продовжує подорож разом з ними. Товариство проходить Фригію, Галатію та Мізію. З Трої вони відпливають у Македонію. Павло перебуває кілька днів у Афінах, а потім у Коринфі. Апостол повертається в Антіохію через Ефес та Кесарію.

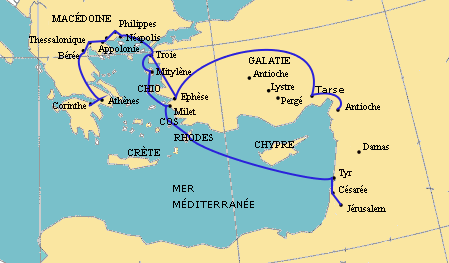
Схема третьої місіонерської подорожі

### Третя подорож (53— 58 роки)

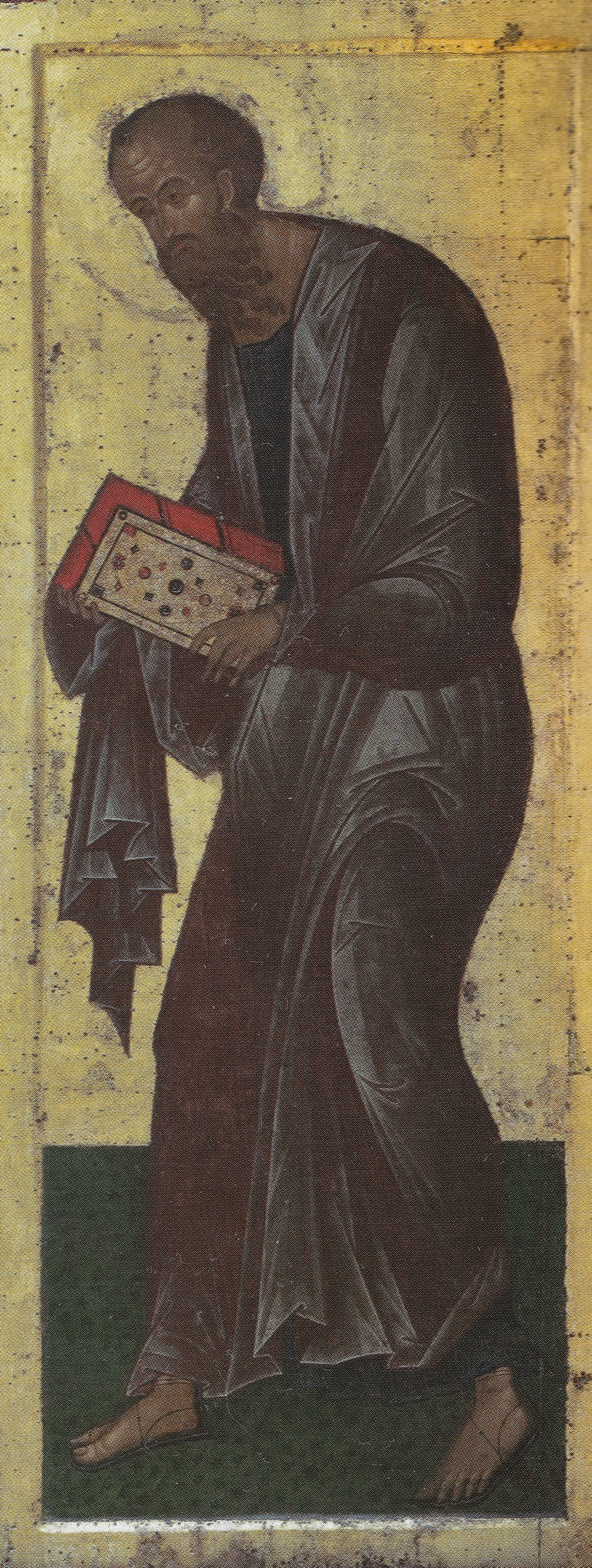
Російська ікона Павла

Третя подорож була шляхом консолідації: Павло повертається, щоб побачити громади, які створилися в Галатії, Фригії, Ефесі, в Македонії та Коринфі. Потім він повернувся в Трою, пройшовши через Македонію. Звідти він також відправляється і закінчує свою подорож по морю в Тирі, Кесарії та Єрусалимі, де він і був заарештований. У його подальших планах були відвідини Рима, та подальша подорож на захід до Іспанії (Рим. 15:28). Однак арешт у Єрусалимі не дозволив здійсненню його плану.

## Арешт та судовий процес

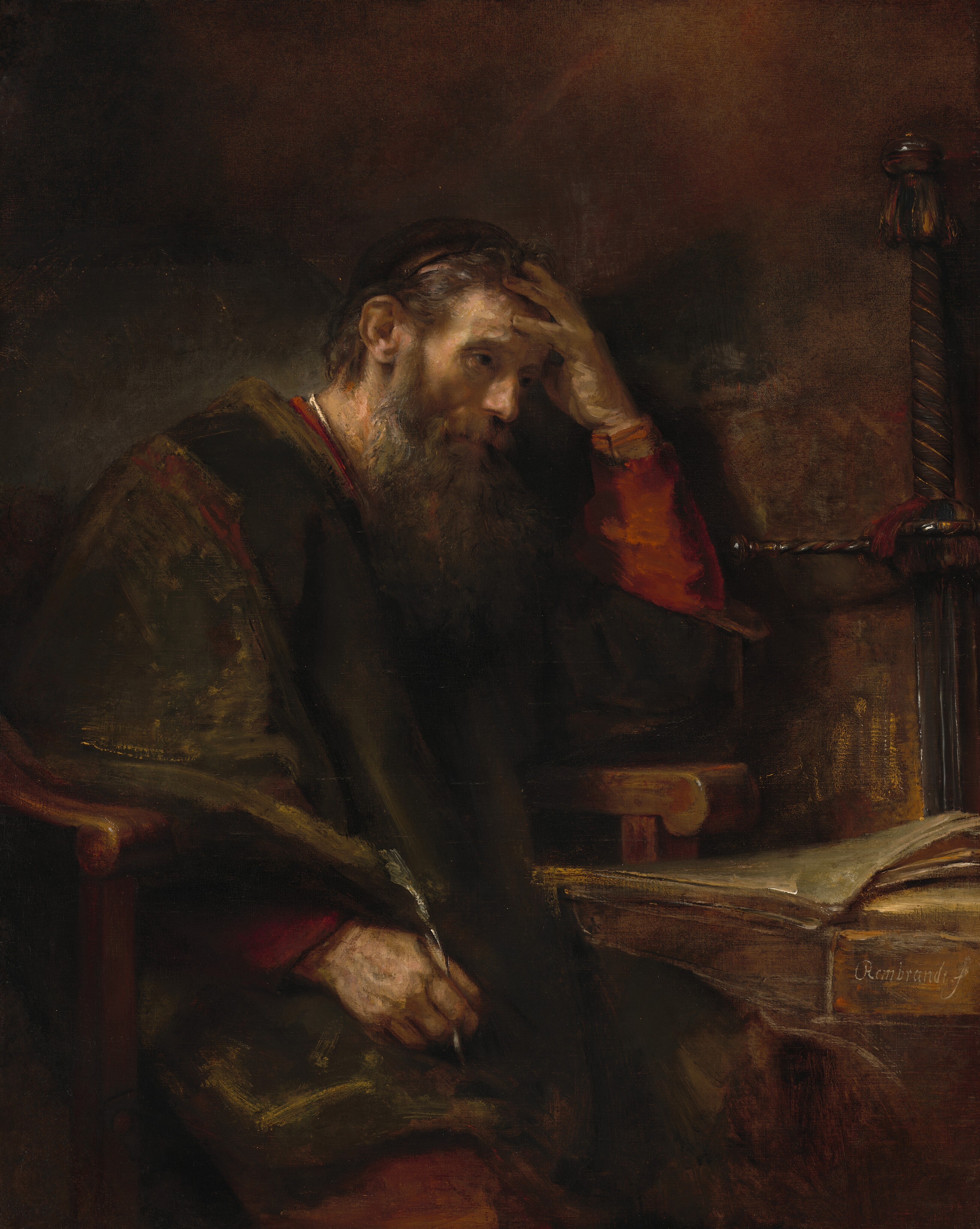
Святий Павло, картина Рембрандта

Апостол Павло був схоплений і заарештований у Єрусалимі за обвинуваченням юдеїв з діаспори: він привів у храм із собою неюдея. Згідно з тлумаченнями Тори садукеями це каралося смертю. Римська влада у таких випадках толерувала такий присуд. Щоби запобігти фактично лінчуванню у справу втрутилася римська охорона й забрала його під захист (Дії 21:27-36). Після тривалих процесових розглядів, під час яких Павло доніс звістку Євангелія і до римської влади, його як римського громадянина переслали до Рима, оскільки він апелював до імператора (Дії 25:9 і наст.). 
Про смерть Павла Дії Апостолів не повідомляють.

## Смертьмученика
З першого послання папи Климента  до коринфської християнської громади відомо, що Павло, як і апостол Петро, загинули смертю мучеників. Відповідно до актів Павла,  написаних наприкінці 2 століття, апостол був обезголовлений мечем за часів імператора Нерона, можливо під час переслідувань християн у 64 році.

## Перебіг подій[4]
- між 7-10: Народження Савла у Тарсі
- перед 30: Перебування в Єрусалимі, долучення до фарисеїв
- бл. 34-36: Навернення та покликання апостола народів по дорозі у Дамаск
- 35 −37: Подорож до Єрусалиму, потім повернення у Тарс/Кілікія, Антіохія/Сирія,
- 45/46: перша міссіонерська подорож на Кіпр і малу Азію
- 48 чи 49: Друге відвідування Єрусалиму, Собор Апостолів
- 48-50: Філіпи, Салоніки, Афіни
- 50/52: Перше відвідування Коринфу
- Відвідування Антиохії
- 55/56: третя міссіонерська подорож
- 52-56: Ефес
- 55/56: Македонія, друге відвідування Коринфу
- 56: Остання подорож до Єрусалиму, ув'язнення
- 57-59: Ув'язнення в Кесарії
- 59/60: Перевезення до Риму, ув'язнення, смерть мученика.

## Послання апостола Павла
| Українською              | Латинскою                       | Укр. | Повн.   | Мін. | Мова оригіналу |
| ------------------------ | ------------------------------- | ---- | ------- | ---- | -------------- |
| Послання до Римлян       | Epistula ad Romanos             | Рим  | Rom     | Ro   | Грецька        |
| 1-е послання до Коринтян | Epistula I ad Corinthios        | 1Кор | 1 Cor   | 1C   | Грецька        |
| 2-е послання до Коринтян | Epistula II ad Corinthios       | 2Кор | 2 Cor   | 2C   | Грецька        |
| Послання до Галатів      | Epistula ad Galatas             | Гал  | Gal     | G    | Грецька        |
| Послання до Ефесян       | Epistula ad Ephesios            | Еф   | Eph     | E    | Грецька        |
| Послання до Филип'ян     | Epistula ad Philippenses        | Фил  | Phil    | Phi  | Грецька        |
| Послання до Колоссян     | Epistula ad Colossenses         | Кол  | Col     | C    | Грецька        |
| 1-е послання до Солунян  | Epistula I ad Thessalonicenses  | 1Сол | 1 Thess | 1Th  | Грецька        |
| 2-е послання до Солунян  | Epistula II ad Thessalonicenses | 2Сол | 2 Thess | 2Th  | Грецька        |
| 1-е послання Тимофію     | Epistula I ad Timotheum         | 1Тим | 1 Tim   | 1T   | Грецька        |
| 2-е послання Тимофію     | Epistula II ad Timotheum        | 2Тим | 2 Tim   | 2T   | Грецька        |
| Послання до Тита         | Epistula ad Titum               | Тит  | Tit     | T    | Грецька        |
| Послання до Филимона     | Epistula ad Philemonem          | Флм  | Philem  | P    | Грецька        |
| Послання до Євреїв       | Epistula ad Hebraeos            | Євр  | Heb     | H    | Грецька        |

## Теологія

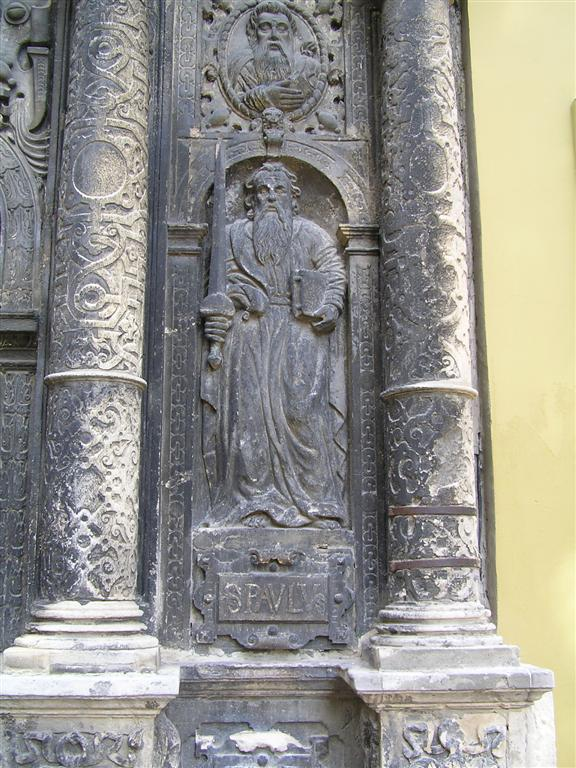
Барельєф ап. Павла на Каплиці Боїмів (Львів, ~1615)

Свою віру апостол Павло викладає у посланнях, особливо у Посланні до римлян та Посланні до галатів. Він розділяє віру Єрусалимської общини, що Ісус з Назарету є очікуваний євреями Месія (грец. Χριστός, "помазаник") та рятівник людства. В основу своєї звістки та проповідування, Павло  ставить воскреслого Ісуса. Він вчить, що Бог із видачею свого сина бере до союзу також і не чисті, язичницькі народи, але на відміну від народу першого завіту лише щоби  їх помилувати.  Для прийняття цього дару любові необхідна лише віра у розп'ятого і воскреслого Ісуса Христа. Інші народи звільнені від слідування юдейські Торі. 
 Але поки прийшла віра, під Законом стережено нас, замкнених до приходу віри, що мала об'явитись. Тому то Закон виховником був до Христа, щоб нам виправдатися вірою. А як віра прийшла, то вже ми не під виховником. Бо ви всі сини Божі через віру в Христа Ісуса! Бо ви всі, що в Христа охристилися, у Христа зодягнулися! Нема юдея, ні грека, нема раба, ані вільного, нема чоловічої статі, ані жіночої, бо всі ви один у Христі Ісусі! А коли ви Христові, то ви Авраамове насіння й за обітницею спадкоємці. (Гал. 3:23-29)

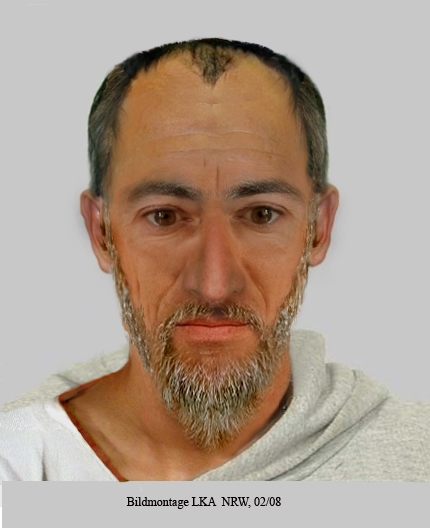
Реконструкція образу апостола Павла кримінальним управлінням землі Північний Рейн — Вестфалія

## Поховання в Римі

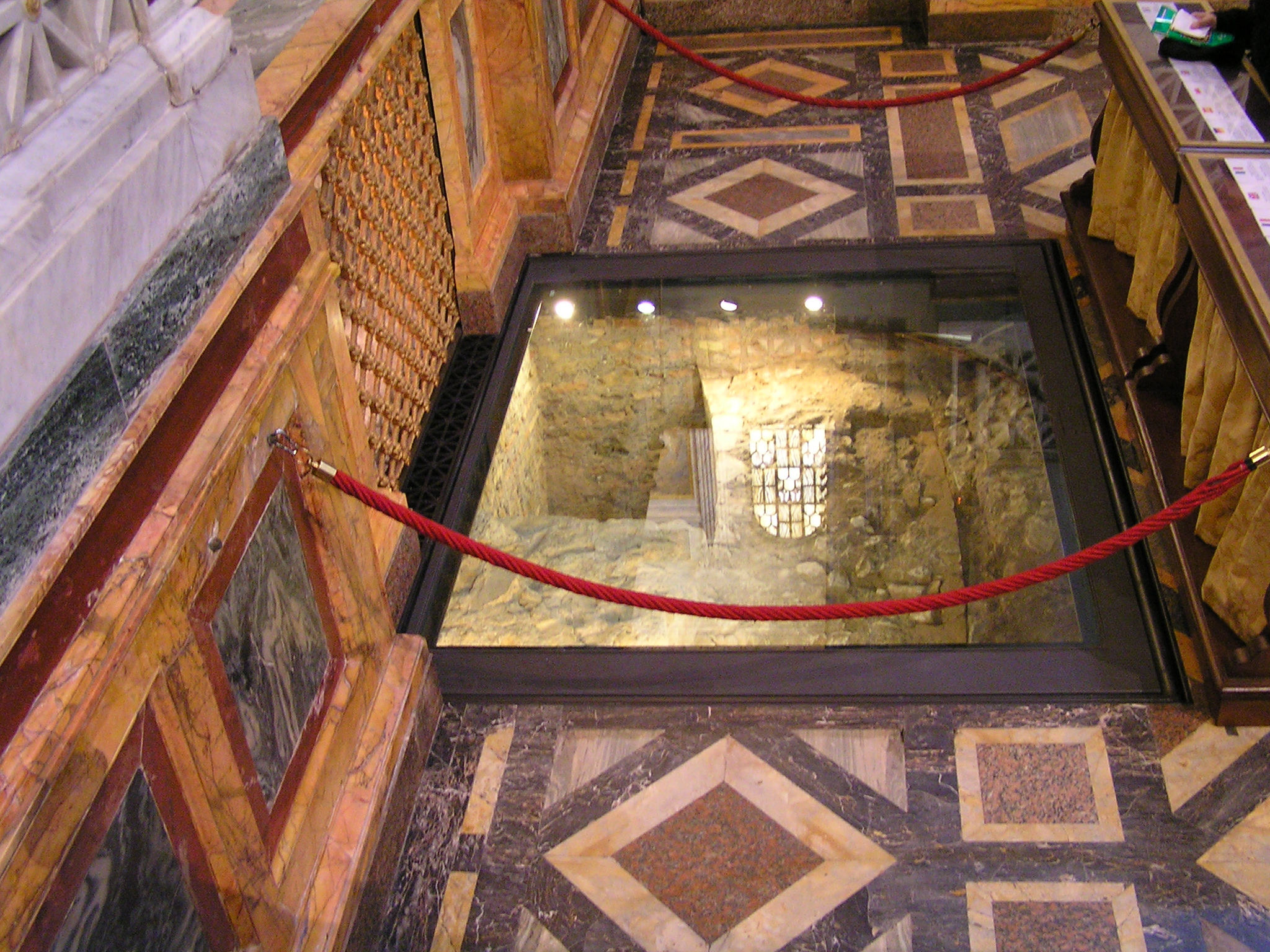
Гріб апостола Павла у Базиліці Святого Павла за мурами

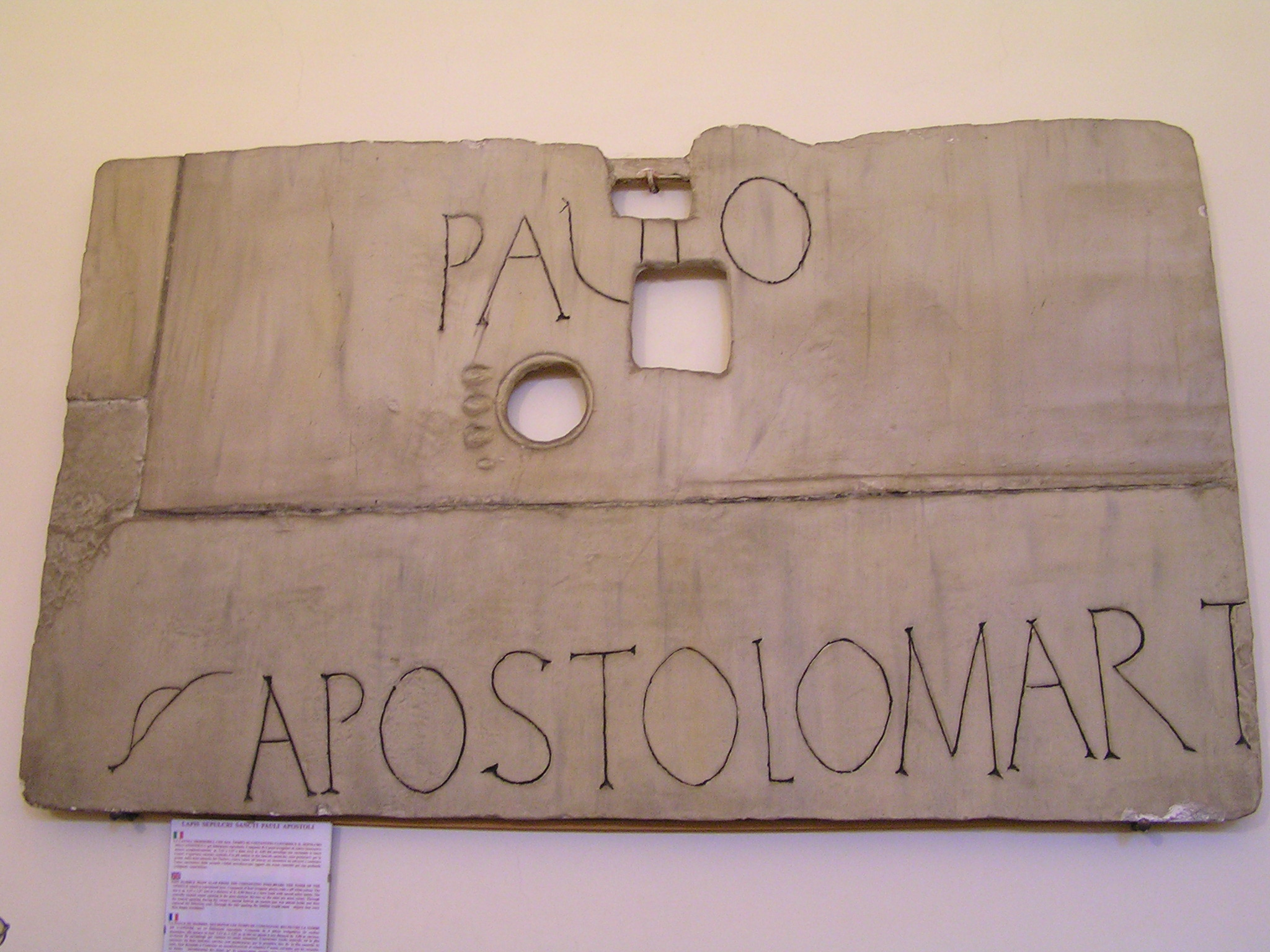
Копія віка (покришки) домовини апостола Павла

У день пам'яті апостола Павла 29 червня 2009 папа римський Бенедикт XVI розповів, що вперше в історії було проведено наукове дослідження саркофага, що знаходиться під вівтарем римської Базиліки Святого Павла за мурами. За словами папи, в саркофазі було виявлено "… дрібні фрагменти кісток, які були піддані дослідженню з використанням вуглецю-14 експертами, які не знали про їхнє походження. Згідно з результатами, вони належать людині, що жила між I і II століттям ". «Це, схоже, підтверджує одностайну і беззаперечну традицію, згідно з якою мова йде про останки апостола Павла», — заявив понтифік на церемонії з нагоди завершення урочистостей, пов'язаних з 2000-річчям святого Павла. Розкривати давню знахідку довго не наважувалися. Саркофаг намагалися просвітити рентгенівськими променями, але камінь виявився занадто товстим. "У саркофазі, який ніколи раніше не відкривали протягом століть, було зроблено маленький отвір для введення зонда, за допомогою якого були виявлені сліди дорогоцінної лляної тканини, яка пофарбована у пурпуровий колір, пластина з чистого золота і тканина блакитного кольору з волокнами льону. Було виявлено присутність червоного ладану, а також білкових сполук та вапняку ". Понтифік пообіцяв, що, коли вчені закінчать дослідження, саркофаг з мощами буде доступним для шанування віруючими.

## Патрон
- Україна: Новоукраїнка
- Португалія: Салватерра-де-Магуш